# Ramalina chihuahuana
Ramalina chihuahuana är en lavart som beskrevs av Kashiw. & T. H. Nash. Ramalina chihuahuana ingår i släktet Ramalina och familjen Ramalinaceae.   Inga underarter finns listade i Catalogue of Life.